# Grapsoidea
Grapsoidea — надродина крабів. Містить багато відомих представників, серед яких наземні, напівназемні, а також прісноводні види. Один із найбільш відомих представників — краб китайський (Eriocheir sinensis).
Систематика родин Grapsidae і Plagusiidae потребує перегляду, оскільки вони не є монофілетичними. Теж стосується декількох родів у родині Sesarmidae.
Найближчими до Grapsoidea є Ocypodoidea, які, невиключно, є парафілетичними один до одного і можливо можуть бути об'єднані.